# Rodzice
Rodzice – nazwa jednej z podstawowych relacji w rodzinie. Rodzic jest spokrewniony z dzieckiem w pierwszym stopniu linii prostej i jest jego wstępnym (przodkiem).
Rodzice to określenie należące zarówno do języka naturalnego, w tym potocznego, jak i do języka prawnego.

## Rodzice biologiczni
[[Plik:Tadeusz Kryspin Jackowski z rodzina.jpg|thumb|Tadeusz Kryspin Jackowski, jego żona Paula Chłapowska oraz potomstwo (1898, zbiory Archiwum Państwowego w Poznaniu)]]

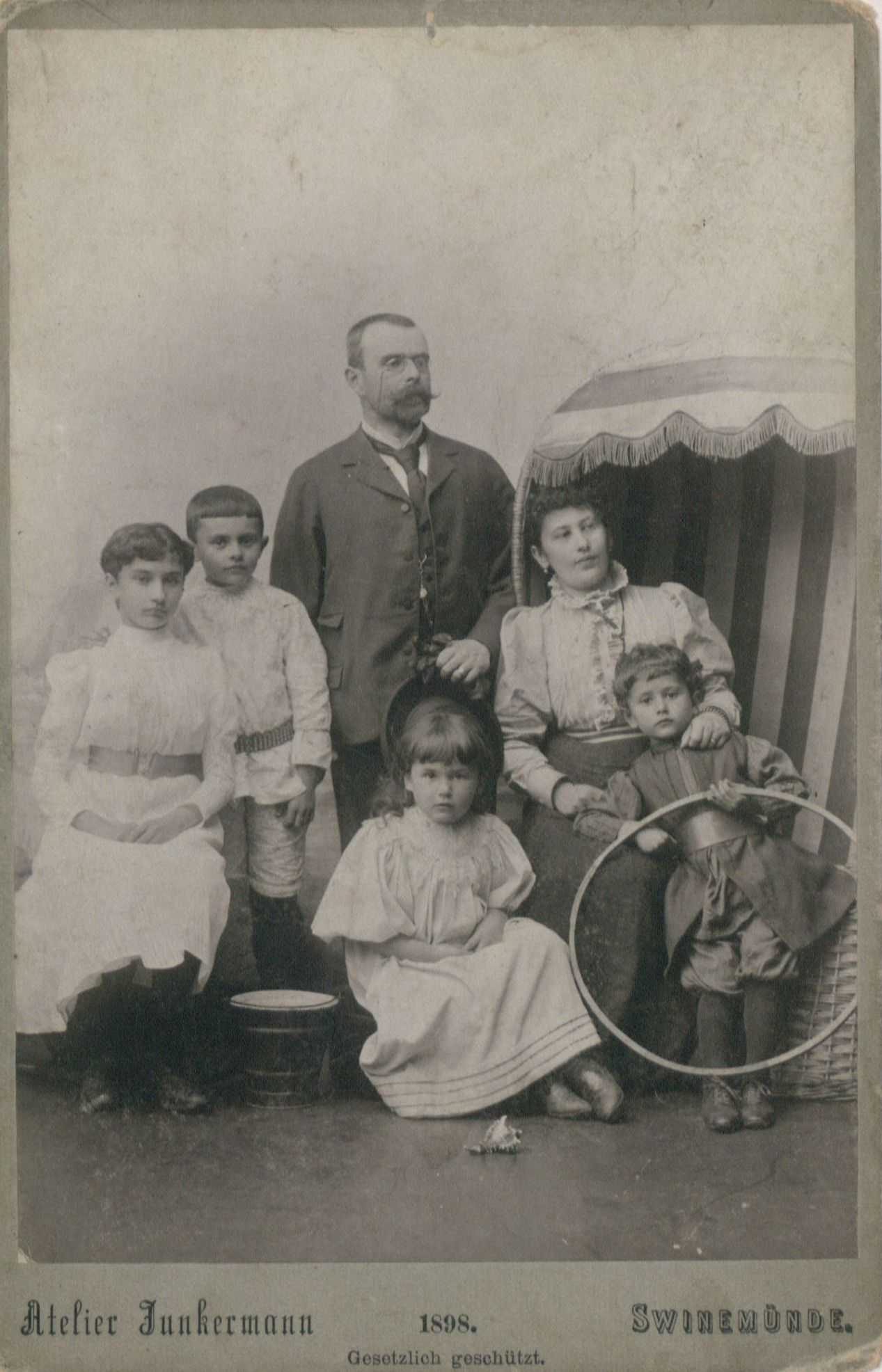
Tadeusz Kryspin Jackowski, jego żona Paula Chłapowska oraz potomstwo (1898, nowrap|zbiory Archiwum Państwowego w Poznaniu)

Rodzicami biologicznymi (genetycznymi, faktycznymi) dziecka są tylko ci, którzy poczęli dziecko, a więc od których pochodzi odpowiednio komórka jajowa i plemnik. 
W ogólnym znaczeniu są to osoby, od których dziecko pochodzi bezpośrednio – jego ojciec i matka. Rodzic to zarówno ojciec, jak matka, ale w języku staropolskim oznaczało tylko ojca. Fakt posiadania dziecka przez kobietę i bycia matką to macierzyństwo, a fakt posiadania dziecka przez mężczyznę i bycia ojcem to ojcostwo. Bycie rodzicem to rodzicielstwo. Potocznie ojciec to także tata (lub tatuś), a matka – mama (lub mamusia).

## Rodzice prawni
Według Wincentego Okonia rodzice to naturalni i prawni opiekunowie dzieci własnych. Do czasu osiągnięcia przez nich pełnoletniości rodzice mają obowiązek i prawo kierowania nimi, reprezentowania ich i zawiadywania ich majątkiem; gdy rodzice nie żyją, władza rodzicielska jest sprawowana przez opiekuna prawnego. W przypadku złego sprawowania władzy rodzicielskiej sąd może ją ograniczyć lub całkowicie rodziców jej pozbawić, co jednak nie uwalnia ich od obowiązku łożenia na utrzymanie dzieci.
W polskim prawie rodzicami są tylko dwie osoby (wyjątkowo jedna) wpisane odpowiednio jako matka lub ojciec do aktu urodzenia i innych aktów stanu cywilnego, a na ich podstawie do innych dokumentów urzędowych (dowód osobisty, paszport). W zamierzeniu ustawodawcy rodzicami powinny być osoby, od których ktoś rzeczywiście i bezpośrednio pochodzi. Jako matka do aktu stanu cywilnego wpisywana jest więc kobieta, która urodziła dziecko, natomiast jako ojciec - mężczyzna, z którym matka poczęła dziecko. O ile zazwyczaj zgodnie z łacińską sentencją mater semper certa est (macierzyństwa nie trzeba dowodzić, matka zawsze jest pewna), to ojcostwo może budzić wątpliwości, a zapobiegają im głównie domniemania ojcostwa na rzecz męża matki lub innego mężczyzny z nią współżyjącego (w określonym czasie przed datą narodzin). Do innych instytucji prawnych, które mogą uchylić bądź nadać status ojca należą: uznanie ojcostwa, ustalenie oraz zaprzeczenie ojcostwa, jak również ustalenie bezskuteczności uznania ojcostwa. W wyjątkowych sytuacjach (dziecko porzucone lub podmienione, matka zastępcza) można ustalić bądź zaprzeczyć także macierzyństwo. Wreszcie dla dziecka nieznanego pochodzenia do aktu urodzenia wpisuje się rodziców fikcyjnych.
Ponieważ w razie wpisania do metryki osób niebędących rodzicami genetycznymi nie ma obowiązku podejmowania kroków prawnych do sprostowania tych faktów (zwłaszcza jeżeli dziecko osiągnęło już pełnoletniość), możliwa jest trwała sytuacja, w której rodzice prawni nie są biologicznymi rodzicami dziecka.
Osoba, z którą rodzic zawarł kolejny związek małżeński po rozwodzie lub śmierci poprzedniego małżonka, również będącego rodzicem dziecka, nazywana jest w języku polskim rodzicem przybranym. W języku prawnym taka osoba nie jest już rodzicem, lecz powinowatym pierwszego stopnia w linii prostej.
Z rodzicem w sensie prawnym nie należy również mylić innych osób, którym sąd przyznał władzę rodzicielską nad niepełnoletnim dzieckiem. Rodzicem nie musi być też przysposabiający dziecko – będzie nim tylko w przypadku adopcji blankietowej (czyli dokonanej po nieodwołanym w odpowiednim czasie zrzeczeniu się praw do nowo narodzonego dziecka przez rodzicielkę). Tak samo nie jest rodzicem osoba sprawująca opiekę.

## Rozmowa w rodzinie
Badania naukowe przeprowadzone w 1999 dowiodły, że dziecko coraz częściej wybiera „zastępczych rodziców”, na przykład gazety, gry, telewizję. Badania wykazały też, że w 26,7% rodzin, gdzie ojciec pracuje, a matka zajmuje się domem, na rozmowę z dziećmi poświęca się przeciętnie 16 minut, zaś na spędzanie z nimi czasu około 22 minuty. W 18,8% polskiego rodzinnego społeczeństwa, gdzie oboje rodzice nie pracują, poświęca się czasu na rozmowę więcej, bo już 20 minut, a na spędzanie wspólnego czasu limit nie przekracza 24 minut, natomiast w ostatniej rubryce 55% rodzin, gdzie oboje rodzice pracują, na rozmowę przypada od 12 do 7 minut.

## Miłość i szacunek do rodziców
Miłość do rodziców to uczucie (stan emocjonalny) dziecka, który jest naturalną odpowiedzią dziecka na miłość ze strony rodziców doświadczaną przez dziecko począwszy od chwili narodzin. Gdy dziecko czuje się kochane, to znaczy gdy jest zaspokajana najważniejsza potrzeba emocjonalna dziecka, rozwija się jego naturalna zdolność do kochania i dziecko kocha tych, którzy pierwszy raz w życiu obdarzyli je miłością, czyli dali odczuć dziecku, że jest dla nich ważne, że je akceptują takim jakie jest, że może zawsze na nich liczyć, że zapewnili mu poczucie bliskości, że są uważni na jego potrzeby (głównie emocjonalne), że szanują jego odrębność i niepowtarzalność jako człowieka.
W tradycji judeochrześcijańskiej stosunek dzieci do rodziców ujęty jest w czwartym przykazaniu Dekalogu (Czcij ojca swego i matkę swoją). W tradycji tej szacunek dzieci dla ich rodziców jest wyrazem wdzięczności za trud włożony w wychowanie i utrzymanie do czasu usamodzielnienia się (co i tak z punktu widzenia prawa jest obowiązkiem rodziców). Wyrazem tak rozumianego szacunku dla rodziców jest ponadto obchodzenie co roku Dnia Matki oraz Dnia Ojca.
Miłością do rodziców często jest nazywana więź łącząca dziecko z rodzicami a wynikająca z tradycji kulturowych, niemająca związku z uczuciem miłości.

## Prawa i obowiązki rodziców
Rodzice są zobowiązani do zapewnienia utrzymania i wychowania swojego dziecka. Nie wolno im wobec dziecka stosować kar cielesnych.
Jeśli rodzice nie wypełniają tych obowiązków, sąd rodzinny na wniosek odpowiednich organów (zwłaszcza pomocy społecznej) może pozbawić ich władzy rodzicielskiej i powierzyć opiekę nad dzieckiem innym osobom (przy czym sąd rozstrzyga o prawach każdego z rodzica osobno).

## Role rodzicielskie
Na ten temat pierwszy wypowiedział się Freud na przełomie XIX i XX w. Pierwszoplanowa dla niego była rola matki, a ojca  drugoplanowa. Rozpowszechniony był wtedy inny niż współcześnie model rodziny, który zakładał, że matka opiekując się dzieckiem do trzeciego roku życia, jest dla dziecka najważniejsza. Kontakty matki z dzieckiem od urodzenia do trzeciego roku życia uważano za najważniejsze, gdyż tylko matka potrafiła kochać za sam fakt istnienia dziecka. 
Współcześnie wspólne prawa i obowiązki oraz doświadczenia rodziców spowodowały bardziej partnerski styl interakcji w rodzinie. Macierzyństwo lub ojcostwo powiązać można z osobistym stosunkiem do pełnionej roli.